# Camaegeria
Camaegeria is een geslacht van vlinders uit de familie wespvlinders (Sesiidae), onderfamilie Sesiinae.
De naam Camaegeria werd voor het eerst gepubliceerd door Strand in 1914, met als enige soort de typesoort Camaegeria auripicta. In 2012 publiceerden Daniel Bartsch & Jutta Berg een review van het geslacht, waarin ze een aantal soorten die tot dan toe in andere geslachten waren geplaatst in het geslacht Camaegeria opnamen, en vijf nieuwe soorten beschreven.

## Soort
Camaegeria omvat de volgende soorten:
- Camaegeria aristura (Meyrick, 1931) (Tipulamima aristura)
  - Aegeria leptomorpha Meyrick, 1931 (syn. nov. per Bartsch & Berg, 2012)
  - Aegeria hadassa Meyrick, 1932 (syn. nov. per Bartsch & Berg, 2012)
- Camaegeria auripicta Strand, 1914 [typus]
- Camaegeria exochiformis (Walker, 1856) (Aegeria exochiformis; Synanthedon exochiformis)
- Camaegeria lychnitis Bartsch & Berg, 2012
- Camaegeria massai Bartsch & Berg, 2012
- Camaegeria monogama (Meyrick, 1932) (Aegeria monogama; Synanthedon monogama)
  - Macrotarsipus lioscelis Meyrick, 1935 (syn. nov. per Bartsch & Berg, 2012)
- Camaegeria polytelis Bartsch & Berg, 2012
- Camaegeria sophax (Druce, 1899) (Aegeria sophax; Tipulamima sophax)
- Camaegeria sylvestralis (Viette, 1955) (Lepidopoda sylvestralis; Tipulamima sylvestralis)
- Camaegeria viettei Bartsch & Berg, 2012
- Camaegeria xanthomos Bartsch & Berg, 2012
- Camaegeria xanthopimplaeformis (Viette, 1955) (Lepidopoda xanthopimplaeformis; Tipulamima xanthopimplaeformis)